# Brian Laws
Brian Simon Laws (Wallsend, 14 ottobre 1961) è un ex calciatore e allenatore di calcio inglese, di ruolo difensore. Nel 2010 era stato ingaggiato dal Burnley in seguito alle dimissioni di Owen Coyle, a sua volta ingaggiato dal Bolton: la dirigenza del Burnley ha dichiarato che la scelta di Laws è stata motivata dal suo più alto rapporto tra punti conquistati e sterline spese, a livello di Championship. Il suo impatto in Premier, tuttavia, non è stato altrettanto efficace: trovatosi alla guida di una squadra ampiamente in zona salvezza e imbattuta al Turf Moor, ha perso 14 delle sue prime 17 partite, retrocedendo matematicamente con due giornate d'anticipo. Nonostante questo è stato confermato dalla dirigenza dei Clarets, con l'obiettivo di risalire immediatamente in Premier.
Dopo aver ceduto i giocatori migliori, tra i quali Steven Fletcher ai Wolves, il Burnley inizia bene il campionato. Tuttavia, una serie di risultati negativi sul finire dell'anno portano i Clarets al nono posto in campionato e la dirigenza decide di esonerare Laws il 29 dicembre.
Nel Settembre 2012 viene ingaggiato, fino al termine della stagione, come Director of Football, dagli Shamrock Rovers.
Il 29 ottobre dello stesso anno torna in panchina con lo Scunthorpe United dopo l'esonero di Alan Knill.

## Statistiche

### Allenatore
| Stagione                   | Squadra                    | Campionato                 | Campionato | Campionato | Campionato | Campionato | Coppe nazionali | Coppe nazionali | Coppe nazionali | Coppe nazionali | Coppe nazionali | Coppe continentali | Coppe continentali | Coppe continentali | Coppe continentali | Coppe continentali | Altre coppe | Altre coppe | Altre coppe | Altre coppe | Altre coppe | Totale | Totale | Totale | Totale | % Vittorie | Piazzamento |
| Stagione                   | Squadra                    | Comp                       | G          | V          | N          | P          | Comp            | G               | V               | N               | P               | Comp               | G                  | V                  | N                  | P                  | Comp        | G           | V           | N           | P           | G      | V      | N      | P      | %          | Piazzamento |
| -------------------------- | -------------------------- | -------------------------- | ---------- | ---------- | ---------- | ---------- | --------------- | --------------- | --------------- | --------------- | --------------- | ------------------ | ------------------ | ------------------ | ------------------ | ------------------ | ----------- | ----------- | ----------- | ----------- | ----------- | ------ | ------ | ------ | ------ | ---------- | ----------- |
| nov. 1994-1995             | Grimsby Town               | FD                         | 27         | 10         | 7          | 10         | FACup+CdL       | 1+2             | 0+0             | 0+0             | 1+2             | -                  | -                  | -                  | -                  | -                  | -           | -           | -           | -           | -           | 30     | 10     | 7      | 13     | 33,33      | Sub 10°     |
| 1995-1996                  | Grimsby Town               | FD                         | 46         | 14         | 14         | 18         | FACup+CdL       | 5+2             | 2+0             | 2+1             | 1+1             | -                  | -                  | -                  | -                  | -                  | -           | -           | -           | -           | -           | 53     | 16     | 17     | 20     | 30,19      | 17°         |
| lug.-nov. 1996             | Grimsby Town               | FD                         | 16         | 3          | 4          | 9          | FACup+CdL       | 0+2             | 1               | 0               | 1               | -                  | -                  | -                  | -                  | -                  | -           | -           | -           | -           | -           | 18     | 4      | 4      | 10     | 22,22      | Eson.       |
| Totale Grimsby Town        | Totale Grimsby Town        | Totale Grimsby Town        | 89         | 27         | 25         | 37         |                 | 12              | 3               | 3               | 6               |                    | -                  | -                  | -                  | -                  |             | -           | -           | -           | -           | 101    | 30     | 28     | 43     | 29,70      |             |
| feb.-giu. 1997             | Scunthorpe Utd             | TD                         | 14         | 6          | 4          | 4          | FACup+CdL       | -               | -               | -               | -               | -                  | -                  | -                  | -                  | -                  | -           | -           | -           | -           | -           | 14     | 6      | 4      | 4      | 42,86      | Sub 13°     |
| 1997-1998                  | Scunthorpe Utd             | TD                         | 46         | 19         | 12         | 15         | FACup+CdL       | 4+4             | 2+2             | 1+0             | 1+2             | -                  | -                  | -                  | -                  | -                  | FTL         | 3           | 2           | 0           | 1           | 57     | 25     | 13     | 19     | 43,86      | 8°          |
| 1998-1999                  | Scunthorpe Utd             | TD                         | 46+3       | 22+2       | 8+0        | 16+1       | FACup+CdL       | 3+2             | 2+0             | 0+1             | 1+1             | -                  | -                  | -                  | -                  | -                  | FTL         | 1           | 0           | 1           | 0           | 55     | 26     | 10     | 19     | 47,27      | 4° (prom.)  |
| 1999-2000                  | Scunthorpe Utd             | SD                         | 46         | 9          | 12         | 25         | FACup+CdL       | 1+2             | 0+0             | 0+1             | 1+1             | -                  | -                  | -                  | -                  | -                  | FTL         | 2           | 1           | 0           | 1           | 51     | 10     | 10     | 28     | 19,61      | 23° (retr.) |
| 2000-2001                  | Scunthorpe Utd             | TD                         | 46         | 18         | 11         | 17         | FACup+CdL       | 5+2             | 2+0             | 2+0             | 1+2             | -                  | -                  | -                  | -                  | -                  | FTL         | 1           | 0           | 0           | 1           | 54     | 20     | 13     | 21     | 37,04      | 10°         |
| 2001-2002                  | Scunthorpe Utd             | TD                         | 46         | 19         | 14         | 13         | FACup+CdL       | 3+1             | 2+0             | 0+0             | 1+1             | -                  | -                  | -                  | -                  | -                  | FTL         | 3           | 2           | 0           | 1           | 53     | 23     | 14     | 16     | 43,40      | 8°          |
| 2002-2003                  | Scunthorpe Utd             | TD                         | 46+2       | 19+0       | 15+0       | 12+2       | FACup+CdL       | 4+1             | 2+0             | 1+1             | 1+0             | -                  | -                  | -                  | -                  | -                  | FTL         | 1           | 0           | 0           | 1           | 54     | 21     | 17     | 16     | 38,89      | 5°          |
| 2003-2004                  | Scunthorpe Utd             | TD                         | 46         | 11         | 16         | 19         | FACup+CdL       | 6+2             | 2+1             | 3+0             | 1+1             | -                  | -                  | -                  | -                  | -                  | FTL         | 4           | 2           | 1           | 1           | 58     | 16     | 20     | 22     | 27,59      | 22°         |
| 2004-2005                  | Scunthorpe Utd             | FL2                        | 46         | 22         | 14         | 10         | FACup+CdL       | 3+1             | 2+0             | 0+0             | 1+1             | -                  | -                  | -                  | -                  | -                  | FTL         | 1           | 0           | 1           | 0           | 58     | 16     | 20     | 22     | 27,59      | 2° (prom.)  |
| 2005-2006                  | Scunthorpe Utd             | FL1                        | 46         | 15         | 15         | 16         | FACup+CdL       | 4+2             | 1+1             | 2+0             | 1+1             | -                  | -                  | -                  | -                  | -                  | FTL         | 3           | 2           | 0           | 1           | 55     | 19     | 17     | 19     | 34,55      | 12°         |
| lug.-nov. 2006             | Scunthorpe Utd             | FL1                        | 17         | 8          | 5          | 4          | FACup+CdL       | 0+2             | 0               | 1               | 1               | -                  | -                  | -                  | -                  | -                  | FTL         | 2           | 1           | 1           | 0           | 21     | 9      | 7      | 5      | 42,86      | Dimiss.     |
| nov. 2006-2007             | Sheffield Weds             | FLC                        | 30         | 15         | 6          | 9          | FACup+CdL       | 2+0             | 0               | 1               | 1               | -                  | -                  | -                  | -                  | -                  | -           | -           | -           | -           | -           | 32     | 15     | 7      | 10     | 46,88      | Sub. 9°     |
| 2007-2008                  | Sheffield Weds             | FLC                        | 46         | 14         | 13         | 19         | FACup+CdL       | 2+3             | 0+1             | 1+2             | 0+1             | -                  | -                  | -                  | -                  | -                  | -           | -           | -           | -           | -           | 32     | 15     | 7      | 10     | 46,88      | 16°         |
| 2008-2009                  | Sheffield Weds             | FLC                        | 46         | 16         | 13         | 17         | FACup+CdL       | 1+1             | 0+0             | 0+1             | 1+0             | -                  | -                  | -                  | -                  | -                  | -           | -           | -           | -           | -           | 48     | 16     | 14     | 18     | 33,33      | 12°         |
| ago.-dic. 2009             | Sheffield Weds             | FLC                        | 21         | 4          | 6          | 11         | FACup+CdL       | 2+0             | 1               | 0               | 1               | -                  | -                  | -                  | -                  | -                  | -           | -           | -           | -           | -           | 23     | 5      | 6      | 12     | 21,74      | Eson.       |
| Totale Sheffield Wednesday | Totale Sheffield Wednesday | Totale Sheffield Wednesday | 143        | 49         | 38         | 56         |                 | 11              | 2               | 5               | 4               |                    | -                  | -                  | -                  | -                  |             | -           | -           | -           | -           | 154    | 51     | 43     | 60     | 33,12      |             |
| Totale carriera            | Totale carriera            | Totale carriera            | -          | -          | -          | -          |                 | -               | -               | -               | -               |                    | -                  | -                  | -                  | -                  |             | -           | -           | -           | -           | 0      | 0      | 0      | 0      | —          |             |

## Palmarès

### Competizioni nazionali
- Coppa di Lega inglese: 4

Nottingham Forest: 1988-1989, 1989-1990
- Full Members Cup: 2

Nottingham Forest: 1988-1989, 1991-1992
- Torneo del centenario della Football League: 1

Nottingham Forest: 1988